# 18a edició dels Premis Mestre Mateo
La 18a edició dels premis Mestre Mateo fou celebrada el 7 de març de 2020 per guardonar les produccions audiovisuals de Galícia del 2019. Durant la cerimònia, l'Academia Galega do Audiovisual va presentar els Premis Mestre Mateo en 25 categories d'entre 160 obres. La llista de finalistes fou feta pública a la seu de la SGAE a Santiago de Compostel·la el 10 de febrer de 2020 en un acte presentat pels actors Tamara Canosa i Rodrigo Vázquez.
Hierro, la sèrie dirigida per Jorge Coira,va rebre 16 nominacions, seguida dels llargmetratges Quen a ferro mata, dirigida per Paco Plaza amb quinze i O que arde d'Óliver Laxe, amb dotze. Eroski Paraíso va tenir set nominacions i la sèrie A estiba, sis.
La gala es va celebrar al Palau de l'Òpera de la Corunya i fou presentada per Patricia Vázquez. O que arde va ser el màxim guanyador de la cerimònia, guanyant sis premis, inclòs el de Millor pel·lícula, al millor director i a la millor fotografia. Hierro va guanyar quatre premis, millor sèrie, direcció de producció i guió original i música, Quen a ferro mata va guanyar tres premis, millor actor de repartiment, millor actriu de repartiment i millor maquillatge i pentinat.

## Premis

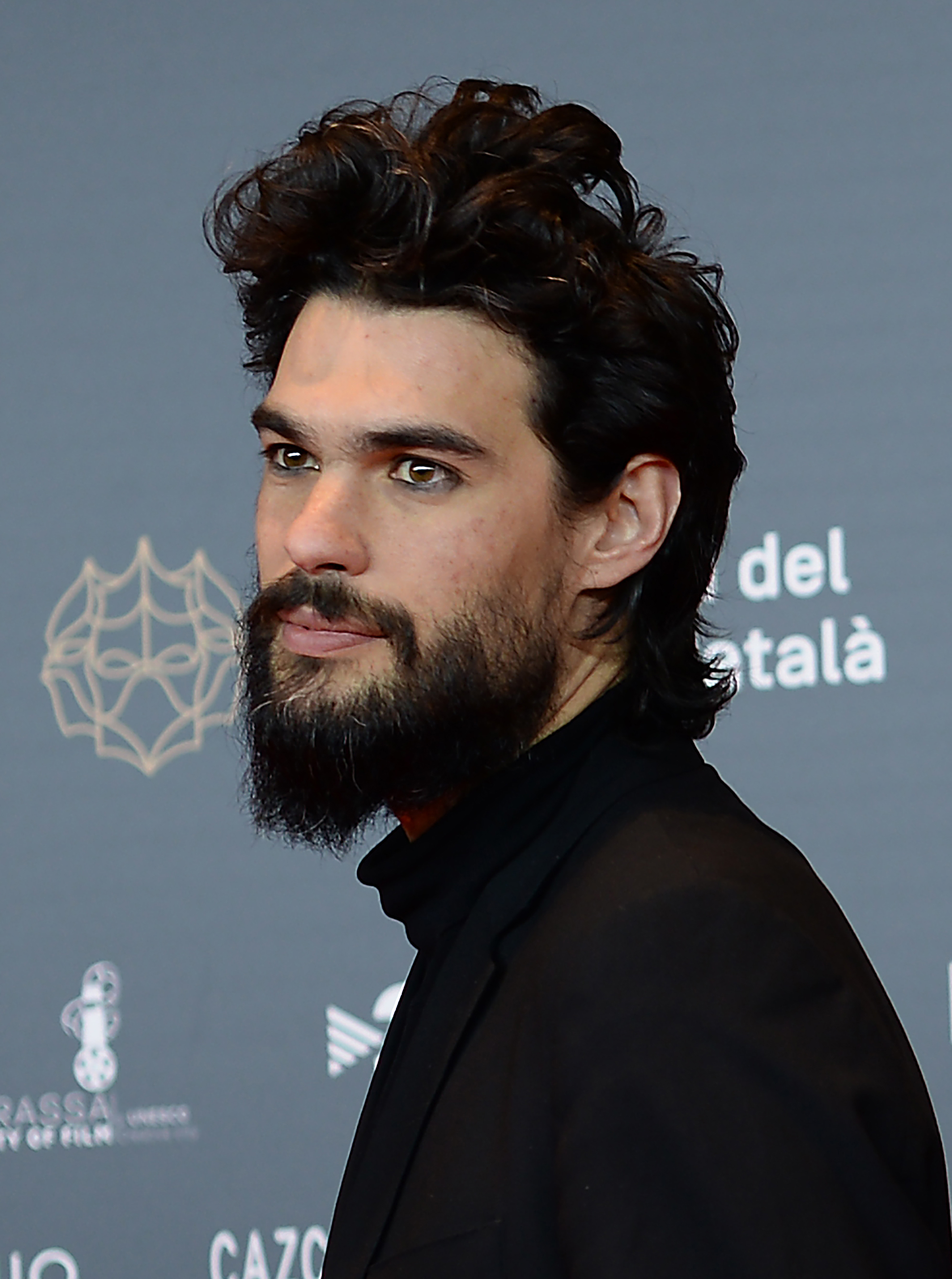
Óliver Laxe, millor director.

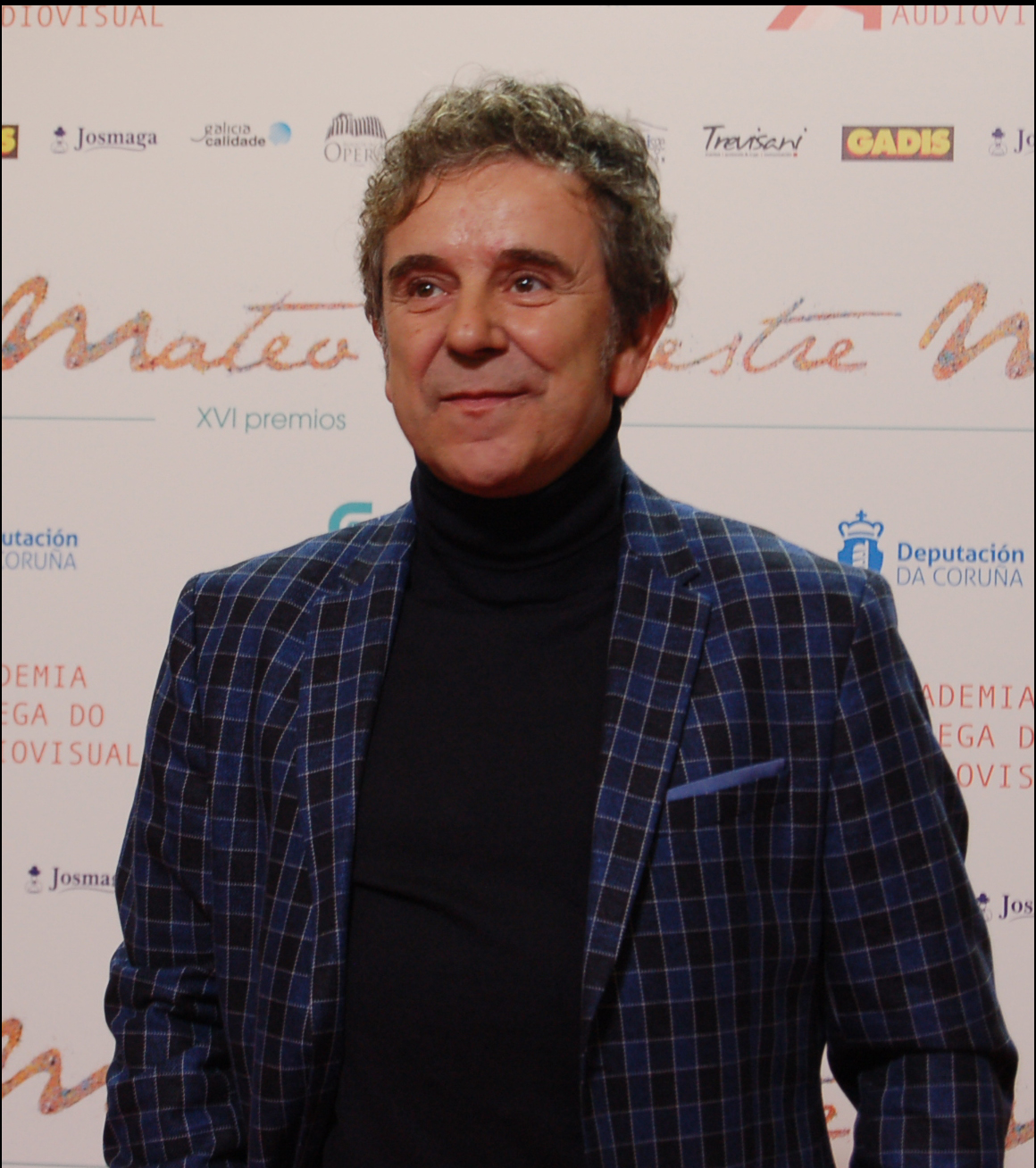
Miguel de Lira, millor actor.

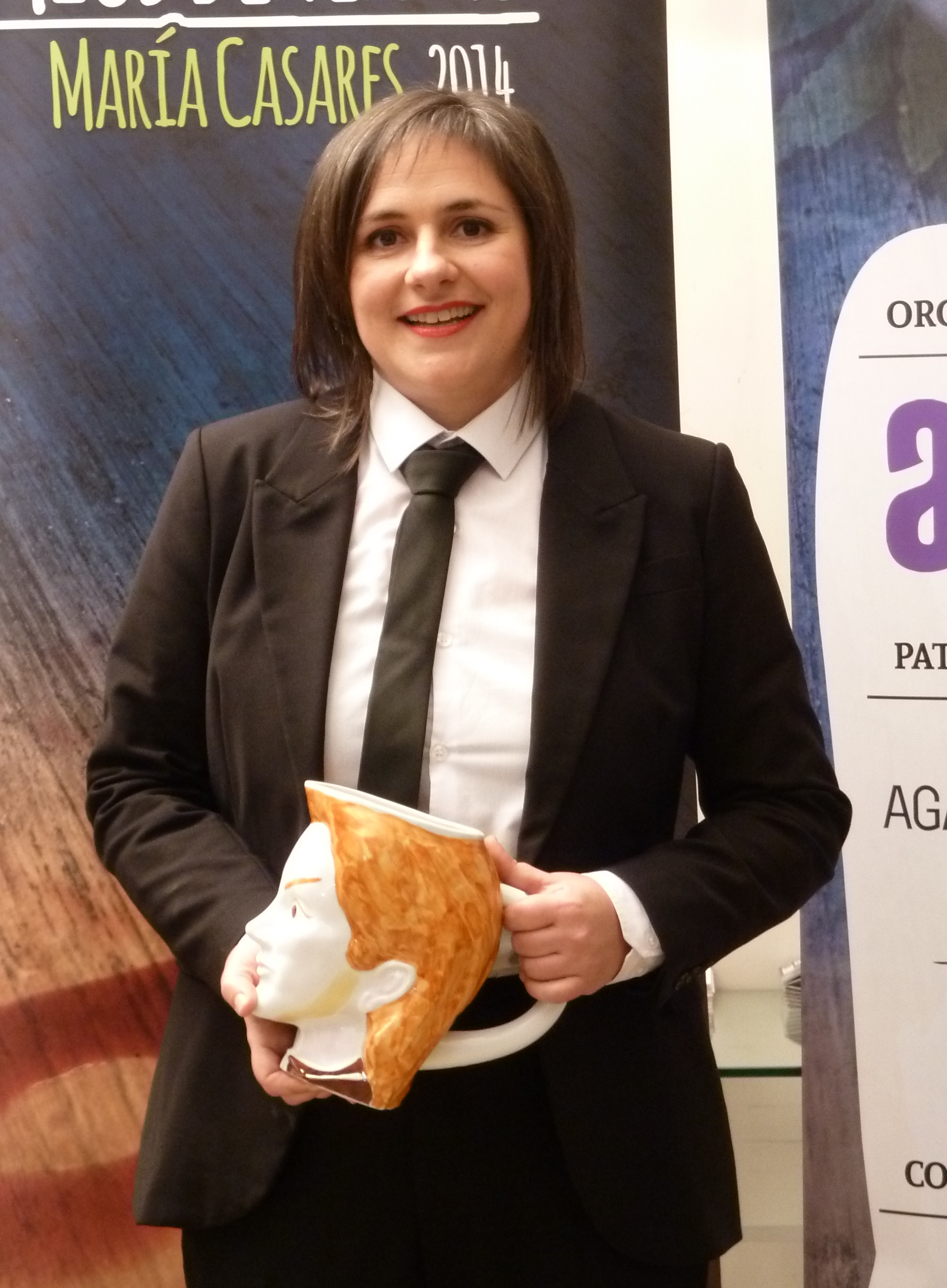
Patricia de Lorenzo, millor actriu.

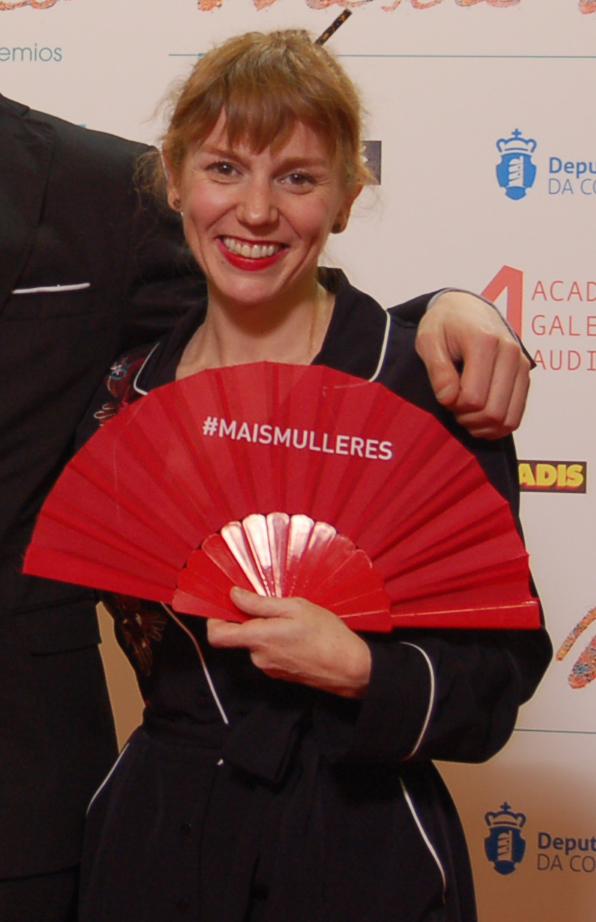
María Vázquez, millor actriu secundària.

Els guanyadors són els que apareixen en primer lloc i destacats en negreta.
| Millor pel·lícula | Millor director |
| --- | --- |
| - O que arde – Miramemira, 4A4, Kowalski Films i Tarántula - Longa noite – Filmika Galaika - Eroski Paraíso – Ollovivo i Chévere - Quen a ferro mata – Vaca Films, Atresmedia Cine, Quien a Hierro Mata AIE i Playtime                                                                                           | - Óliver Laxe – O que arde - Jorge Coira – Hierro - Jorge Coira i Xesús Ron – Eroski Paraíso - Paco Plaza – Quen a ferro mata |
| Millor actor | Millor actriu |
| - Miguel de Lira – Eroski Paraíso - Luís Tosar – Quen a ferro mata - Amador Arias – O que arde - Darío Grandinetti – Hierro | - Patricia de Lorenzo – Eroski Paraíso - Benedicta Sánchez – O que arde - Candela Peña – Hierro - Cris Iglesias – Eroski Paraíso |
| Millor actor secundari | Millor actriu secundària |
| - Xan Cejudo – Quen a ferro mata - Enric Auquer – Quen a ferro mata - Fran Lareu – A estiba - Juan Carlos Vellido – Hierro | - María Vázquez – Quen a ferro mata - Desiré Pillado – A estiba - Kimberly Tell – Hierro - Mónica López –Hierro - Paula Cereixo –A estiba |
| Millor guió | Millor realitzador |
| - Hierro – Pepe Coira, Fran Araújo, Araceli Gonda, Coral Cruz i Carlos Portela - A estiba – Alberto Guntín, Lidia Fraga, Jacobo Díaz, Enrique Lojo, Roberto G. Méndez, Manuel Darriba i Diana López - Quen a ferro mata – Juan Galiñanes i Jorge Guerricaechevarría - O que arde – Óliver Laxe i Santiago Fillol | - Malo Será! – Marta Arévalo Pita - Galicia bonita – Carlos A. Quirós - A liga dos cantantes extraordinarios – Gerardo Rodríguez - Segredos. Desmontando Galicia – Marcos Barrio Carreira                                                                             |
| Millor videoclip | Millor documental |
| - Esquimales – Heredeiros da Crus per Xaime Miranda - Got to Get Up – Gary Clark Jr. per Manu Viqueira, LuisLaprisamata i Warner Records - Helsinki 79 – Eufemiano e Lalo per Pablo Fontenla i Luou City Producións - Perfidia – Tanxugueiras per Trece Amarillo e PlayPlan                                      | - Manoliño Nguema – Filmika Galaika - El futuro de la mente – Agallas Films i Somadrome - Noite irisada – Taller de Insomnios i Recunchos de Anma - O reino suevo de Galicia – La Región                                                                              |
| Millor sèrie de televisió | Millor programa de televisió |
| - Hierro – Portocabo, Movistar +, Arte France i Atlantique Productions - A estiba – Voz Audiovisual i CRTVG - Serramoura – Voz Audiovisual i CRTVG - Os mariachi – CRTVG produït per Producións Zopilote | - Segredos. Desmontando Galicia – MBC Servicios Audiovisuales - Cos pés na terra – Filmax Produccións A Fonsagrada - Malo será! – Tex 45 Producións - Land Rober - Tunai Show – TVG, CTV i Destino Bergen                                                             |
| Millor direcció de producció | Millor direcció artística |
| - Ana Míguez – Hierro - Beli Martínez –Longa noite - Koldo Zuazúa, Guadalupe Balaguer i Analía G. Alonso – O que arde - Oriol Maymó – Quen a ferro mata | - Samuel Lema e Curru Garabal – O que arde - Javier Alvariño – Quen a ferro mata - Juan Pedro de Gaspar e Alexandra Fernández – Feedback - Marc Pou – Hierro |
| Millor comunicador de televisió | Millor muntatge |
| - Lucía Regueiro – Bamboleo - Rodrigo Vázquez – Ti verás - Marta Doviro – Malo Será! - Neves Rodríguez – Vin polo vento | - O que arde – Cristóbal Fernández - Quen a ferro mata – David Gallart - Hierro – Jorge Coira, Diana Toucedo i Gaspar Broullón - Eroski Paraíso – Lucía Iglesias i Jorge Coira                                                                                        |
| Millor música original | Millor so |
| - Hierro – Elba Fernández i Xavi Font - Quen a ferro mata – Maika Makovski - A estiba – Manuel Riveiro - Feedback – Sergio Moure de Oteyza | - O que arde – David Machado, Amanda Villavieja, Sergio Silva i Xavi Souto - Quen a ferro mata – David Machado, Gabriel Gutiérrez i Yasmina Praderas - Feedback – David Machado, Pelayo Gutiérrez, Alejandro López i Mario González - Hierro – Juan Gay i Diego Staub |
| Millor fotografia | Millor maquillatge i pentinat |
| - O que arde – Mauro Herce - Hierro – Jose Luis Bernal - Eroski Paraíso – Lucía C. Pan i Fidel Vázquez - Quen a ferro mata – Pablo Rosso | - Quen a ferro mata – Susana Veira i Beatriz Antelo - Lobos e cordeiros – Chicha Blanco i Beatriz Antelo - O que arde – Nadia Acimi - Hierro – Raquel Fidalgo i Noé Montes                                                                                            |
| Millor sèrie web | Millor producció de publicitat |
| - Antes de perder – RTVE i Cósmica Producións - A cortados – Gancho Producións - Clara Cortés – Sila Sicilia - Dinosaurio – Carballo Interplay Producións | - Santiago, cidade de cinema – Islandia Producciones - Camariñas, cando todo encaixa – MBC Servicios Audiovisuales - Nin de broma – Elemental Chefs - Vivamos como galegos 2019 – Congo Producciones                                                                  |
| Millor curtmetratge | Millor curtmetratge d'animació |
| - 16 de decembro – Sombriza Films i Ringo Media - El jefe – Kraken Films - Helsinki 79 – Pablo Fontenla i Luou City Producións - O que medra por dentro – Nacho Ozores Mosquera | - Homomaquia – Abano Producións i El Gatoverde Producciones - Elvis – Daniel Rodríguez Palacios. - Fratoj – Escola de Imaxe e Son de Vigo -EISV- i CP Estudios Marcote                                                                                                |
| Millor disseny de vestuari | |
| - Lobos e cordeiros – María Fandiño - Hierro – Alicia Dapena i Lola Dapena - O que arde – Nadia Acimi - Quen a ferro mata – Vinyet Escobar | |

## Premis especials

### Premio de Honra Fernando Rey
- José María Rodríguez Armada "Chema", projeccionista del CGAI.[6]

### Premi Especial José Sellier
- Festival Infantil Olloboi[7]